# غوفر تايلور
غوفر تايلور (الاسم العلمي:Pappogeomys tylorhinus) هو نوع من الحيوانات يتبع جنس غوفر مكسيكي من فصيلة الغوفرية.